# الرقص في مصر القديمة

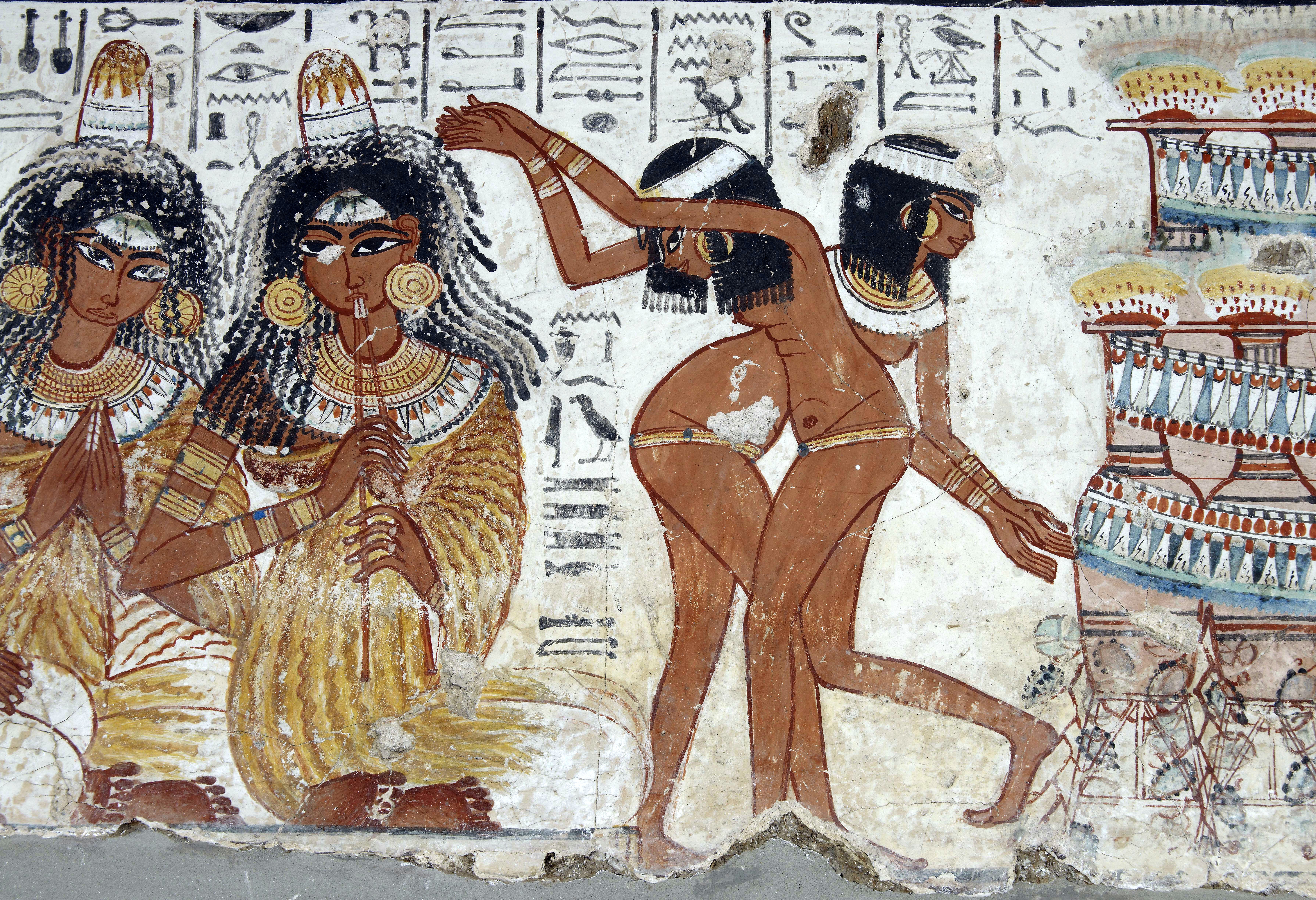
راقصات عاريات في لوحة من مقبرة نب آمون، حوالي 1350 قبل الميلاد، الإمبراطورية المصرية

لعب الرقص دورًا حيويًا في حياة قدماء المصريين. ومع ذلك، لا يتم أبدًا تصوير الرجال والنساء وهم يرقصون معًا. كانت trf رقصة يؤديها زوجان خلال عصر المملكة المصرية القديمة. كانت مجموعات الرقص متاحة لأداء حفلات العشاء والمآدب ودور السكن وحتى المعابد الدينية. تم تدريب بعض النساء من الحريم الثرية على الموسيقى والرقص. رقصوا من أجل الملوك برفقة موسيقيين ذكور يعزفون على القيثارات والسمسميات والصنج. ومع ذلك، لن يرقص أي مصري ثري في الأماكن العامة، لأن ذلك كان امتيازًا للطبقات الدنيا. احتفظ المصريون الأثرياء بالعبيد للترفيه في مآدبهم وتقديم التسريب اللطيف لأصحابهم.

## التاريخ
تم العثور على أقدم الرسوم المعروفة للرقص في هذه المنطقة في المنحوتات الصخرية في عصر ما قبل الأسرات، وكفن من الكتان، ولوحة جدارية، ونموذج من الطين، وفخار في مصر العليا. تأتي أقدم الأمثلة على الراقصين في عصر ما قبل الأسرات من فخار ثقافة بداري من الألفية الخامسة قبل الميلاد. وثقافتا نقادة الأولى ونقادة الثانية من الألفية الرابعة قبل الميلاد بدت أهمية الرقص تتضاءل بمرور الوقت حيث أصبحت مشاهد الرقص نادرة في أواخر فترة نقادة.
تأتي الرسوم التوضيحية الأولى للرقص في مصر القديمة من مشاهد في مقابر الدولة القديمة لفناني الأداء المرتبطين بالجنازات.
قامت الباحثة إيرينا ليكسوفا بتأليف أول دراسة كاملة عن الرقص المصري القديم.

## الراقصين
المجموعات المهنية من المطربين (ḥsı͗t) والموسيقيين (nı͗t أو ḥnwt) والراقصين (bw) غالبًا ما يؤدون في المهرجانات الهامة والخدمات الجنائزية. تمت الإشارة إلى هذه المجموعات في المملكتين المصرية القديمة والوسطى باسم ḫnr أو خينر، والتي تُترجم في سياقها إلى «فناني الأداء الموسيقي». يمكن أيضًا استخدام خينر لوصف فرقة من المطربين وترتيب الراقصين من خلال مكتب. غالبًا ما يخلط علماء العصر الفيكتوري بين مصطلح خينر والحريم بسبب سوء فهم الصور والاختلافات الثقافية. يُصوَّر الخينر على أنهم فنانين للاحتفالات الدينية، حيث يقدمون الترفيه عن الملوك المتوفين، ولكن قد لا يكون الخينر متدينًا فقط. تم استخدام خنر في معابد حتحور وبات ووبواوت وحورس أونمتف. كان بعض الخينر متجولين، يسافرون من مقاعدهم الدائمة لتقديم خدماتهم كما هو موضح في قصة روديديت. كما أخذ الراقصون أعمالهم خارج العروض من أجل إعالة أنفسهم.
الأنواع الرئيسية من ḫnr التي يعتقد أنها موجودة هي تلك المرتبطة بالطوائف والمعابد، الملك والممتلكات الجنائزية. يبدو أن ḫnr كانت تهيمن عليها وترأسها الإناث حتى الأيام الأخيرة من الدولة القديمة.
أصبح الراقصون والموسيقيون الأجانب أكثر تمثيلاً في المملكة الحديثة. يتعرف العلماء على أصول هؤلاء الراقصين من خلال الأزياء، وتسريحة الشعر، والأسماء في النصوص من بين سمات أخرى. من الواضح أنهم يمكن أن ينضموا إلى ḫnr، لكن مشاركتهم ربما كانت محدودة. تشير المشاهد في نقوش المعبد إلى أن بعض العروض الدينية كانت مخصصة لنخبة النساء المصريات فقط.

## أزياء وغطاء رأس الراقصين المصريين القدماء

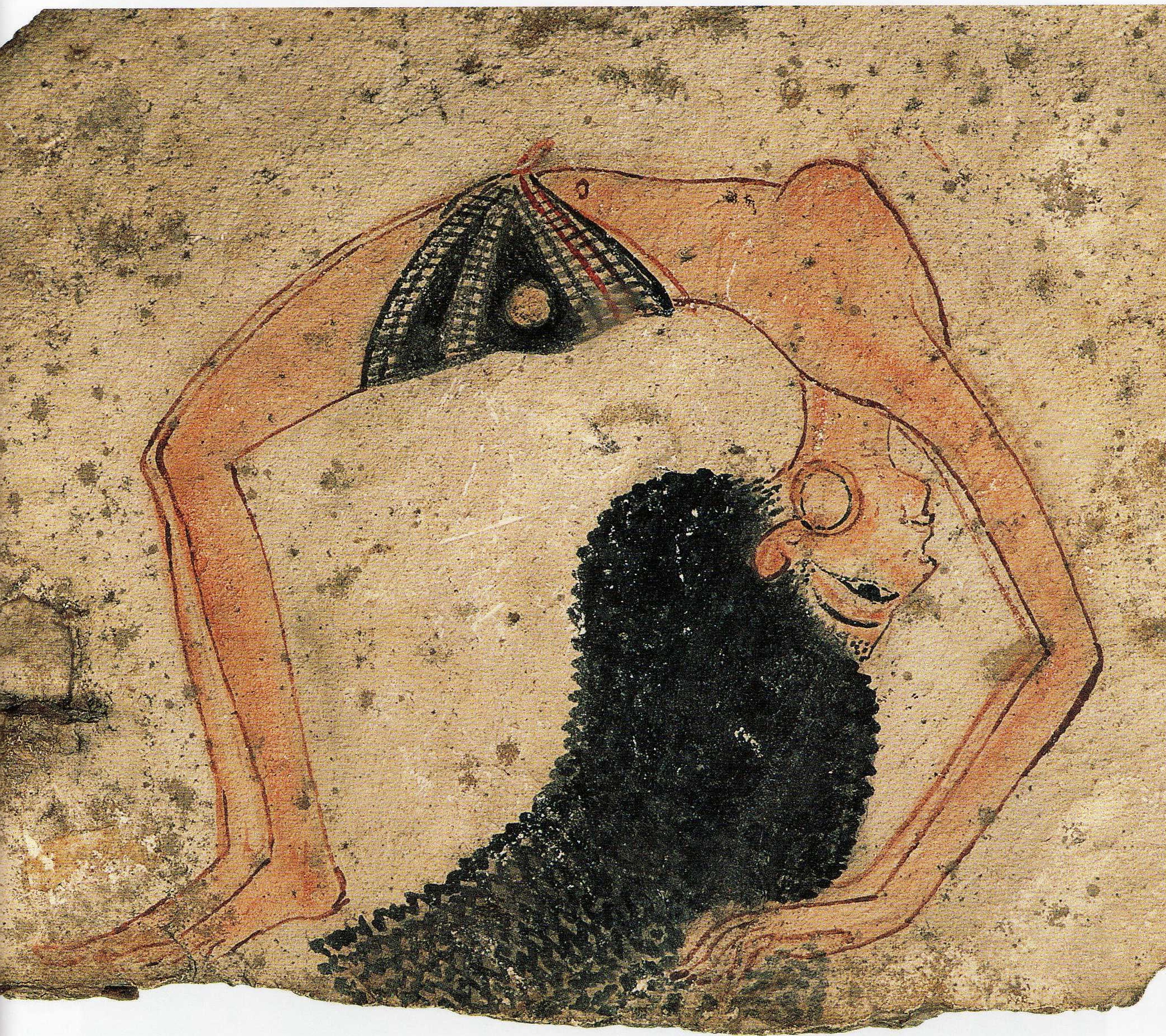
راقصة منحنية، القرن الثالث عشر قبل الميلاد، الإمبراطورية المصرية

نادراً ما كانت الراقصات يرتدين الثوب العادي المقيد - وهو عبارة عن غمد أبيض مربوط يبدأ من الصدر وينزل إلى الكاحلين. كان الاستثناء في الدولة القديمة للرقصات الجنائزية. لا يُصوَّر راقصو الدولة القديمة في الفساتين فحسب، بل في مآزر الرجال مع وشاح أو تنورات رجالية.
راقصو الدولة الوسطى والإمبراطورية المصرية لم يرتدوا أبدًا التنانير الرجالية، لكنهم ارتدوا مآزر الرجال بدون وشاح. بحلول عصر الإمبراطورية المصرية، كان الراقصون البالغون يرتدون ملابس هزيلة، وغالبًا ما يرتدون حزامًا أو وشاحًا حول وركهم، وأحيانًا يرتدون رداءًا شفافًا للسماح بمراقبة أجسادهم. ارتدى راقصو الإمبراطورية المصرية أيضًا أشكالًا مختلفة من الملابس العادية في عباءاتهم الشفافة الطويلة والواسعة. غالبًا ما تركت الفساتين الثدي الأيمن مكشوفًا.
تزين الراقصون أنفسهم بأساور وشرائط أو أكاليل على رؤوسهم. كان راقصو الدولة القديمة يرتدون شرائط حول صدورهم. كان راقصو المملكة الحديثة يرتدون أطواق وأقراط وأقماع نباتية مصنوعة من دهن شبه صلب معطر أو شمع العسل، وتستخدم لإعطاء عطر لطيف كما يؤدي الراقصون. تم تحديد عيون الراقصين بشكل كثيف بالكحل.
في الدولتين القديمة والوسطى، كان فستان شعر المرأة مميزًا «يتم قصه بالتساوي وتمشيطه بسلاسة، وينقسم إلى ضفرتين أرفع تتدلى من الكتفين إلى الصدر وضفيرة عريضة تغطي الجزء العلوي من الظهر.» لجأ الراقصون الذين ليس لديهم شعر طويل إلى ارتداء الباروكات المصممة بنفس الطريقة.
كما تُصوَّر الراقصات مع وشم أو رمز مرسوم على فخذهن من بس، إله الخصوبة والولادة المرتبط بالموسيقى والرقص. من غير الواضح ما إذا كانت هذه الزخرفة تنفرد بها الراقصات أم أن النساء استخدمنها بشكل شائع.
كان الراقصون الذكور لديهم شعر قصير وعادة ما يرتدون ملابس الرجال القياسية. تنورة؛ في الدولتين القديمة والوسطى، كانوا يرتدون أيضًا مئزرًا بحواف مستديرة في المقدمة.
من بين الحلي التي يرتديها الراقصون الذكور الياقات أو السلاسل حول أعناقهم، بينما كان الأولاد الصغار يرتدون الأساور على أقدامهم.
وأضافت ليكسوفا أيضًا أن الراقصين في تلك الحقبة استخدموا عصا أو عصا منحنية قصيرة أثناء الرقص، وهي دعامة لا تزال تستخدم من قبل الراقصين المصريين المعاصرين.

## آلات موسيقية
قبل عصر الدولة الحديثة، كان الراقصون يرافقون في الغالب آلات التصفيق أو الإيقاع. بعد ذلك، يمكن لفناني الأداء الرقص على مجموعة أكبر من الموسيقى مع إدخال الآلات الوترية مثل العود والقيثارة.
استخدم المصريون القدماء مجموعة واسعة من الآلات الموسيقية مثل السيستروم، والقيثارة، والطبول، والناي، والصنج، والمصفقين، والدفوف التي لعبت دورًا بارزًا في المؤلفات اللحنية للملحنين والموسيقيين المصريين القدماء. كان من النادر أن تجد عازفين للرياح أو الآلات الوترية بالقرب من الراقصين في نفس المشهد. ومع ذلك، لوحظ أنه كلما تم تصوير الموسيقيين، لم يكن الراقصون بعيدين بشكل عام.

## أنواع الرقص
حدد ليكسوفا تصنيفات للرقصات المختلفة في تلك الفترة: الرقص الحركي البحت، والرقص الجمبازي، والرقص المقلد، والرقص الثنائي، والرقص الجماعي، ورقصة الحرب، والرقص الدرامي، والرقص الغنائي، والرقص البشع، الرقص الجنائزي والرقص الديني.
كما صنفت عالمة الرقص والعازفة إليزابيث «أرتميس» مورات الرقصات إلى ستة أنواع: الرقصات الدينية، والرقصات غير الدينية، ورقصات الولائم، ورقصات الحريم، والرقصات القتالية، ورقصات الشوارع.

### رقصات فردية وزوجية وجماعية

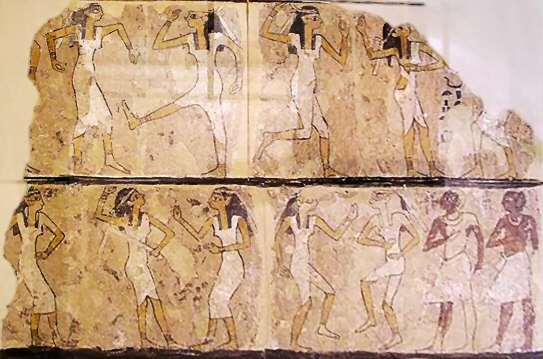
مقبرة الراقصين، لوحة جدارية، الأسرة السابعة عشر، طيبة، الفترة الانتقالية الثانية

كان الراقصون المصريون القدماء يرقصون إما كعازفين منفردين أو أزواج أو في مجموعات، حسب المناسبة ونوع الرقص الذي تم تقديمه. تضمنت الرقصات الفردية أو المنفردة أداء الملك أو الكهنة المعينين كممثلين له. كان الملك يؤدي رقصة الشمس ويرقص هو أو نائبه في مهرجان الحصاد تكريمًا لمين من قفط، إله الخصوبة.

### رقص ثنائي
في الرقص الثنائي، كان يؤدي شخصان من نفس الجنس معًا. أسست الأسرة المصرية السادسة هذا الشكل من الرقص. صورة من هذا الوقت تصور الراقصات مع العصي. تظهر الراقصات من الأسرة المصرية الخامسة يمسكن بأيديهن أثناء أدائهن في انسجام تام. استخدمت الرقصات حركات متناظرة ودرامية وتنقل مشاعر مثل الشوق أو الاكتئاب.

### رقصات جماعية
كان هناك نوعان من الرقصات الجماعية المصرية. تم تنفيذ إحداها في حركات فردية أكدت موضوع أو فكرة أو تم تنفيذها تلقائيًا كما في عصور ما قبل التاريخ. تنافس الراقصون مع بعضهم البعض، غالبًا في مجموعات، مستبدلين الحركة التي تم تأسيسها لاحقًا في طقوس الرقص الجنائزي. ظهر نوع آخر من أزواج أو رتب من الراقصين الذين نفذوا حركات متكررة في دائرة. غالبًا ما تضمنت المآدب والمهرجانات عروض الراقصين المدربين.

### رقصات جنازة

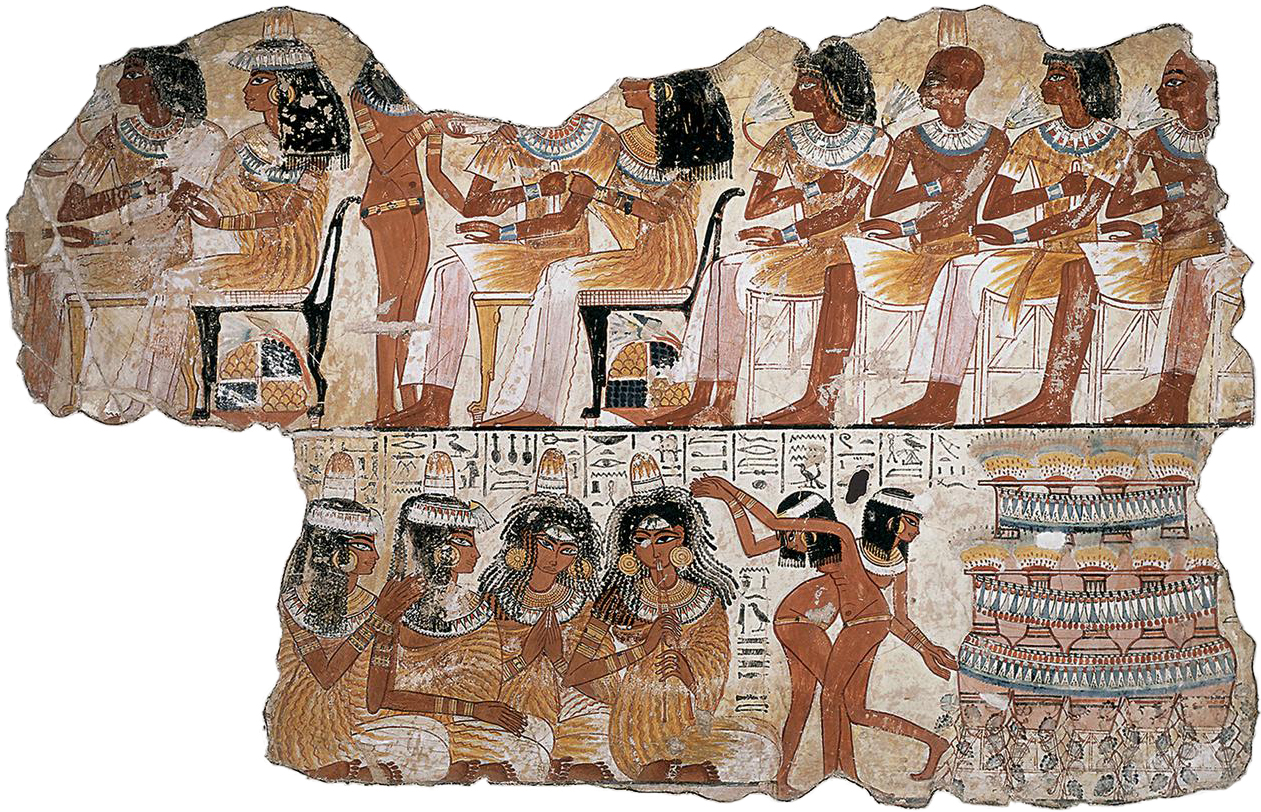
جزء من اللوحات الجدارية على جدار مصلى ضريح نيب آمون، تصور الضيوف والخدم والموسيقيين والراقصين في مأدبة

تضمنت الرقصات المرتبطة بالجنازات الطقوس والمواقف والإيماءات والرقصات العلمانية.
ضم فناني المملكة القديمة مجموعة متخصصة من الراقصات تسمى «بيت الأكاسيا». تبع الرقصات التي قام بها بيت السنط التحنيط بهدف استرضاء الإلهة سخمت وتجديد شبابها وحدادها. غالبًا ما يتم تصوير راقصي خينر وهم يسليون المتوفى المتجدد بينما يأكل من مائدة القرابين.
النساء في مناظر المأدبة يعزفن الموسيقى ويرقصن للمتوفى وعائلته، خاصة في مقابر الدولة الحديثة، لم يكن كلهن محترفات، وأحيانًا كان لديهن علاقات عائلية وثيقة. عكست المشاهد ما كان من المأمول أن يعاد في الآخرة.
خلال فترتي الدولة الوسطى والإمبراطورية المصرية، كانت تمارس رقصة جنازة منفصلة مخصصة لحتحور في دور الإلهة كدليل للموتى في الحياة الآخرة. كان يتضمن القفز أو القفز وكان مصحوبًا بصلاة مغنّية أو منطوقة على أصوات قرع، بما في ذلك التصفيق بالأيدي والعصي.
توجد فرقة أخرى متخصصة من الراقصين المقدسين، راقصات مو، في جميع أنحاء الممالك. كانوا يؤدون في أوقات مختلفة من الجنازة، وهم يرتدون التنانير والتيجان المصنوعة من القصب المنسوج أو ألياف النخيل التي تدل على دورهم كعاملين في العبّارات. كانت التيجان نفسها مخروطية الشكل وتشبه التاج الأبيض للملك في مصر العليا. من خلال رقصهم، سلموا المتوفى رمزياً إلى العالم السفلي. وجد أحد الباحثين أن «الرقصات ... التي يصنعها الراقصون المقدسون عند باب ... [القبر]» في قصة سنوحي تسمى «رقصة المنهكين». كان اللقب يشير إلى أسلاف المتوفى.

#### الأقزام والبيغمي
عُرف الأقزام والبيغمي في الدولة القديمة، وكانوا يُقَدَّرون لندرتهم، كما تم توظيف الراقصين في المناسبات الخاصة. كانت الرقصات التي أدوها عروض وداع مرتبطة بمغادرة الشمس. تم استخدام الأقزام حيث كان يُعتقد أنهم يمثلون الشمس بسبب توقف نموهم. هناك دلائل تشير إلى أن الأقزام الراقصين استبدلوا الراقصين عند مدخل المقبرة من قبل الأسرة المصرية العشرين. يلاحظ ليكسوفا صورة لراقصات رقصات الأقزام يرتدون تيجانًا مماثلة.
بعد عصر الدولة الحديثة، حدثت تغييرات في زخرفة القبور لم تعد الرقصات الجنائزية تُصوَّر على جدران المقابر، بل وُجدت في المعابد بدلاً من ذلك. تعكس المشاهد الراقصة في المعابد كلاً من الاحتفالات الملكية والإلهية. كان لجميع مشاهد الرقص سمة مشتركة واحدة وهي الموكب الرسمي للنباح المقدس الذي يحمل إلهًا.

### رقصات احتفالية
ومن المهرجانات التي أقيم فيها الرقص ما يلي:
- أقيمت رقصات عيد سد خلال احتفالات اليوبيل التي احتفلت بوعد التجديد للملك. اختلفت هذه الرقصات وفقًا للأهمية الدينية وانعكاس الأساطير المحلية للإله الذي وجهت إليه.
- عيد الوادي الجميل في طيبة يحتفل برحلة الإله آمون من معبد الكرنك لزيارة المقابر في الضفة الغربية مروراً بمعبد حتحور. مع انتقال الموكب من مكان إلى آخر، ابتهجت العائلات ورقصت.
- عيد الإبت: حدث آخر مرتبط بزيارة الإله آمون لزوجته الإلهة موت من معبد الكرنك إلى معبد الأقصر. تميز هذا الموكب بمجموعات من النساء يقمن بالرقصات البهلوانية مع الراقصين الداكنين، ربما النوبيين الذين قفزوا واندمجوا مع الطبول.
- عيد مين: إله الخصوبة والتجدد: كان الراقصون في هذا العيد أعضاء في طائفته. وأظهرت الرسومات التي تمثل هذا العيد أن الكهنة والقرود يرقصون. كان من الممكن أن يكون لهذه الرسومات معنى رمزي بدلاً من تمثيل حقيقي للواقع.
- عيد فيضان النيل: (الاحتفال برأس السنة الجديدة): لعب الرقص دورًا حيويًا في هذه الاحتفالية حيث ساعد في تحويل سخمت الخطيرة إلى حتحور المعتدل، وبالتالي حماية الأرض القديمة من شر سخمت وشياطينها القاتلة. وشملت هذه الرقصات جميع أشكال الحركة الممكنة بما في ذلك البهلوانية والرقصات الأجنبية الغريبة.